# Christian Stenhammar
Christian Stenhammar (Västra Ed (Kalmar län), 18 oktober 1783 - Häradshammar (Östergötlands län), 10 januari 1866) was een Zweeds predikant, natuuronderzoeker en politicus.
Stenhammar werd geboren in 1783 en studeerde in Uppsala waar hij in 1809 zijn Master of Philosophy titel behaalde. Vanaf 1810 was hij universitair hoofddocent in de fysica. Stenhammar werd uitgeroepen tot doctor in de theologie in 1844 en in 1847 werd hij lid van de Koninklijke Zweedse Academie van Wetenschappen. Hij was een veelzijdig geleerde en schrijver in de vakgebieden theologie, geschiedenis, politiek, aardrijkskunde, natuurkunde, zoölogie en plantkunde. Van 1834 tot 1850, was hij prominent lid van de geestelijkheid en van het Zweeds Nationaal Comite, In 1837 werkte hij bij de Zweedse equivalent van de Algemene Rekenkamer. 
Als botanicus wijdde hij zich voornamelijk aan de korstmossen, samen met Elias Magnus Fries en G.K. Ljungstedt publiceerde hij Lichenes Sueciæ exsiccati. Hij bleef tot op hoge leeftijd de vooruitgang van de wetenschap op de voet volgen. Hij was 75 jaar toen hij de microscoop ging gebruiken voor het bestuderen van cryptogamen. Van grote wetenschappelijke waarde, op dit gebied, was zijn acht delen tellende Lichenes Sueciæ exsiccati editio altera.   
Als entomoloog onderzocht hij vooral tweevleugeligen (Diptera) en deed hij een poging de Zweedse oevervliegen (Ephydridae) (1843) en Scandinavische mestvliegen (Copromyzinae) (1853) te beschrijven en herzien.

## Taxa
Stenhammar beschreef meer dan 25 nieuwe soorten vliegen. Een aantal door Stenhammar voor het eerst beschreven soorten zijn: 
- Spelobia rufilabris, een vliegensoort uit de familie van de mestvliegen (Sphaeroceridae)
- Opacifrons coxata, een vliegensoort uit de familie van de mestvliegen (Sphaeroceridae)
- Ditrichophora fuscella, een vliegensoort uit de familie van de oevervliegen (Ephydridae)
- Paracoenia fumosa, een vliegensoort uit de familie van de oevervliegen (Ephydridae)

## Werken
- Försök till Gruppering och Revision af de Svenska Ephydrinae / af Chr. Stenhammar. Stockholm, 1844. online
- Lichenes Sueciæ exsiccati (1845)
- Schedulæ criticæ de lichenibus exsiccatis Sueciæ (1845)
- Lichenes Sueciæ exsiccati editio altera (åtta delar, 1856-66).
- Skandinaviens copromyzinæ (1853)

- Bibliothèque nationale de France: cb133204865 (data)
- Author citation (botany): Stenh.
- Gemeinsame Normdatei: 1259295605
- International Standard Name Identifier: 0000 0001 1638 3139
- Library of Congress Control Number: no2011044420
- Nederlandse Thesaurus van Auteursnamen: 316036161
- LIBRIS: 273204
- Système universitaire de documentation: 034961801
- Museum of New Zealand Te Papa Tongarewa: 51710
- Virtual International Authority File: 49367832
- WorldCat: E39PBJth7fJ9RGMtfVkBMY9VYP